# Primera División C 2023
El campeonato de la Primera División C Profesional 2023 del fútbol paraguayo, fue la vigésimo sexta edición oficial de la Primera División C como Cuarta División, organizado por la Asociación Paraguaya de Fútbol. El club General Caballero CG terminó último en la tabla de promedios por lo que quedará desprogramado en la siguiente temporada. En la fecha 21 el club 12 de Octubre SD logró su ascenso de manera anticipada y en la fecha 22 se coronó campeón. Así mismo en la penúltima fecha el club Sport Colombia logró su ascenso y en la fecha 22 se coronó subcampeón.
Fueron 12 los equipos que compitieron en el campeonato.

## Sistema de competición
El modo de disputa se mantendría al igual que en las temporadas precedentes el de todos contra todos a partidos de ida y vuelta, es decir a dos rondas compuestas por 11 jornadas cada una con localía recíproca. Se consagrará campeón el equipo que acumule la mayor cantidad de puntos al término de las 22 fechas.
En caso de paridad de puntos entre dos contendientes, se define el título en un partido extra. De existir más de dos en disputa, se resuelve según los siguientes parámetros:
1) saldo de goles;
2) mayor cantidad de goles marcados;
3) mayor cantidad de goles marcados en condición de visitante;
4) sorteo.

## Producto de la clasificación
- El torneo coronará al 26.º campeón en la historia de la Primera División C.
- Tanto el campeón y el subcampeón obtendrán directamente su ascenso a la Tercera División.
- El último club en la tabla de promedios será desprogramado para la siguiente temporada.

## Ascensos y descensos
| Pos | Ascendidos a Tercera División |
| --- | ----------------------------- |
| 1.º | Benjamín Aceval               |
| 2.º | Deportivo Humaitá             |

| Pos  | Desprogramado por una temporada |
| ---- | ------------------------------- |
| 12.º | Deportivo Pinozá                |

| Pos  | Descendidos de la Tercera División |
| ---- | ---------------------------------- |
| 16.º | General Caballero ZC               |
| 17.º | Fulgencio Yegros                   |

| Pos | Desprogramado que retorna |
| --- | ------------------------- |
| 12° | Capitán Figari            |

## Equipos participantes

### Localización
Los clubes están repartidos en dos mitades. La primera mitad está repartida por la capital del país y la segunda por el Departamento Central.
| Distrito capital/Departamento | Cantidad | Equipos |
| ----------------------------- | -------- | --- |
| Asunción                      | 6        | Sport Colonial, Atlético Juventud, Oriental, Valois Rivarola, 12 de Octubre SD, General Caballero ZC                                                                   |
| Departamento Central          | 6        | Fulgencio Yegros (Ñemby); Pilcomayo (Mariano Roque Alonso); General Caballero CG (Luque); Capitán Figari (Lambaré); 1° de marzo y Sport Colombia (Fernando de la Mora) |

### Información de equipos
Listado de los equipos que disputarán este torneo. El número de equipos participantes para esta temporada es de 12.
| Equipo               | Ciudad               | Estadio                 | Capacidad | Fundación               |
| 1.º de marzo         | Fernando de la Mora  | 1° de marzo             | 2.000     | 1 de marzo de 1963      |
| 12 de Octubre SD     | Asunción             | Rafael Giménez          | 1.500     | 12 de octubre de 1922   |
| Atlético Juventud    | Asunción             | Genaro Azcurra          | 2.000     | 28 de agosto de 1920    |
| Capitán Figarí       | Lambaré              | Juan B. Ruíz Díaz       | 5.500     | 1 de marzo de 1931      |
| Fulgencio Yegros     | Ñemby                | Parque Fulgencio Yegros | 1.000     | 14 de mayo de 1924      |
| General Caballero ZC | Asunción             | Hugo Bogado Vaceque     | 5.000     | 6 de septiembre de 1918 |
| General Caballero CG | Luque                | 26 de febrero           | 1.000     | 10 de febrero de 1948   |
| Oriental             | Asunción             | Oriental                | 1.800     | 12 de marzo de 1912     |
| Pilcomayo            | Mariano Roque Alonso | Agustín Báez            | 800       | 9 de junio de 1915      |
| Sport Colombia       | Fernando de la Mora  | Alfonso Colmán          | 7.000     | 1 de noviembre de 1924  |
| Sport Colonial       | Asunción             | Celestino Mongelós      | 600       | 18 de enero de 1948     |
| Valois Rivarola      | Asunción             | Gregorio Sarubbi        | 500       | 12 de julio de 1936     |
| -------------------- | -------------------- | ----------------------- | --------- | ----------------------- |

## Clasificación
| Pos. | Equipo                   | Pts. | PJ | G  | E  | P  | GF | GC | Dif. |  |
| ---- | ------------------------ | ---- | -- | -- | -- | -- | -- | -- | ---- |  |
| 1    | 12 de Octubre SD (A, C)  | 47   | 22 | 14 | 5  | 3  | 55 | 26 | +29  |  |
| 2    | Sport Colombia (A)       | 45   | 22 | 12 | 9  | 1  | 52 | 23 | +29  |  |
| 3    | General Caballero ZC     | 40   | 22 | 10 | 10 | 2  | 30 | 18 | +12  |  |
| 4    | Fulgencio Yegros         | 32   | 22 | 9  | 5  | 8  | 35 | 26 | +9   |  |
| 5    | Capitán Figari           | 31   | 22 | 8  | 7  | 7  | 30 | 31 | −1   |  |
| 6    | Oriental                 | 30   | 22 | 7  | 9  | 6  | 28 | 38 | −10  |  |
| 7    | Sport Colonial           | 25   | 22 | 7  | 4  | 11 | 30 | 44 | −14  |  |
| 8    | Atlético Juventud        | 23   | 22 | 5  | 8  | 9  | 25 | 33 | −8   |  |
| 9    | Pilcomayo                | 23   | 22 | 5  | 8  | 9  | 18 | 27 | −9   |  |
| 10   | Valois Rivarola          | 22   | 22 | 5  | 7  | 10 | 25 | 30 | −5   |  |
| 11   | General Caballero CG (D) | 17   | 22 | 3  | 8  | 11 | 23 | 33 | −10  |  |
| 12   | 1º de Marzo              | 17   | 22 | 3  | 8  | 11 | 25 | 47 | −22  |  |

Actualizado a los partidos jugados el 15 de octubre de 2023.
 Fuente: APF
| Campeón y Subcampeón | Ascendidos a Tercera División. |

## Evolución de la clasificación
| Equipo \ Jornada     | 01 | 02 | 03 | 04  | 05  | 06  | 07  | 08  | 09  | 10  | 11 | 12 | 13 | 14 | 15 | 16 | 17 | 18 | 19 | 20 | 21 | 22 |
| -------------------- | -- | -- | -- | --- | --- | --- | --- | --- | --- | --- | -- | -- | -- | -- | -- | -- | -- | -- | -- | -- | -- | -- |
| Pilcomayo            | 11 | 10 | 10 | 10  | 9   | 7   | 9   | 7   | 7   | 8   | 8  | 8  | 8  | 8  | 8  | 8  | 8  | 8  | 9  | 7  | 7  | 9  |
| 12 de Octubre SD     | 1  | 1  | 1  | 1   | 2   | 2   | 2   | 2   | 2   | 2   | 1  | 1  | 1  | 1  | 1  | 1  | 1  | 2  | 2  | 2  | 2  | 1  |
| Fulgencio Yegros     | 8  | 6  | 6  | 6   | 8   | 6   | 5   | 4   | 5   | 5   | 7  | 5  | 4  | 6  | 5  | 4  | 5  | 5  | 5  | 4  | 4  | 4  |
| General Caballero ZC | 4  | 3  | 2  | 4   | 3   | 3   | 3   | 3   | 3   | 3   | 3  | 3  | 3  | 3  | 3  | 3* | 3* | 3* | 3* | 3  | 3  | 3  |
| Atlético Juventud    | 12 | 11 | 11 | 11* | 12* | 12* | 12* | 10* | 12* | 12* | 12 | 12 | 12 | 12 | 12 | 12 | 12 | 12 | 10 | 10 | 10 | 8  |
| 1.º de marzo         | 5  | 7  | 9  | 8   | 7   | 8   | 7   | 9   | 9   | 9   | 9  | 9  | 9  | 9  | 10 | 11 | 9  | 10 | 11 | 12 | 12 | 12 |
| Sport Colombia       | 3  | 4  | 3  | 2   | 1   | 1   | 1   | 1   | 1   | 1   | 2  | 2  | 2  | 2  | 2  | 2  | 2  | 1  | 1  | 1  | 1  | 2  |
| Oriental             | 2  | 2  | 5  | 5   | 5   | 4   | 4   | 5   | 4   | 4   | 5  | 6  | 5  | 4  | 4  | 5* | 4* | 4* | 4* | 5  | 5  | 6  |
| Valois Rivarola      | 6  | 5  | 4  | 3   | 4   | 5   | 6   | 6   | 8   | 7   | 6  | 7  | 7  | 7  | 7  | 7  | 7  | 7  | 8  | 9  | 9  | 10 |
| Capitán Figari       | 7  | 8  | 7  | 7   | 6   | 9   | 8   | 8   | 6   | 6   | 4  | 4  | 6  | 5  | 6  | 6  | 6  | 6  | 6  | 6  | 6  | 5  |
| Sport Colonial       | 9  | 12 | 12 | 12  | 10  | 10  | 11  | 12  | 11  | 11  | 11 | 11 | 11 | 11 | 11 | 9  | 10 | 9  | 7  | 8  | 8  | 7  |
| General Caballero CG | 10 | 9  | 8  | 9*  | 11* | 11* | 10* | 11* | 10* | 10* | 10 | 10 | 10 | 10 | 9  | 10 | 11 | 11 | 12 | 11 | 11 | 11 |

Notas:
* Indica la posición del equipo con un partido pendiente.
| Campeón y Subcampeón | Ascendidos a Tercera División. |

## Fixture
- Los horarios son correspondientes a la hora local de verano (UTC-3) y horario estándar (UTC-4), Asunción, Paraguay.

### Primera vuelta
| Fecha 1           | Fecha 1   | Fecha 1              | Fecha 1                 | Fecha 1    | Fecha 1 |
| Local             | Resultado | Visitante            | Estadio                 | Día        | Hora    |
| ----------------- | --------- | -------------------- | ----------------------- | ---------- | ------- |
| Sport Colonial    | 2 - 3     | Oriental             | Rafael Giménez          | 14 de mayo | 10:00   |
| Fulgencio Yegros  | 1 - 1     | Valois Rivarola      | Parque Fulgencio Yegros | 14 de mayo | 10:00   |
| Atlético Juventud | 1 - 3     | 12 de Octubre SD     | Genaro Azcurra          | 14 de mayo | 15:00   |
| Sport Colombia    | 2 - 1     | General Caballero CG | Alfonso Colmán          | 14 de mayo | 15:00   |
| Pilcomayo         | 0 - 1     | General Caballero ZC | Agustín Báez            | 14 de mayo | 15:00   |
| Capitán Figari    | 1 - 1     | 1.º de Marzo         | Juan B. Ruiz Díaz       | 15 de mayo | 10:00   |

| Fecha 2              | Fecha 2   | Fecha 2           | Fecha 2                | Fecha 2    | Fecha 2 |
| Local                | Resultado | Visitante         | Estadio                | Día        | Hora    |
| -------------------- | --------- | ----------------- | ---------------------- | ---------- | ------- |
| 12 de Octubre SD     | 4 - 0     | Sport Colonial    | Rafael Giménez         | 20 de mayo | 10:00   |
| Sport Colombia       | 2 - 0     | Capitán Figari    | Alfonso Colmán         | 20 de mayo | 10:00   |
| General Caballero CG | 0 - 1     | Fulgencio Yegros  | 26 de febrero          | 24 de mayo | 15:00   |
| General Caballero ZC | 3 - 1     | Atlético Juventud | Hugo Bogado Vaceque    | 24 de mayo | 15:00   |
| Oriental             | 2 - 0     | 1.º de Marzo      | Gregorio Sarubbi Ortiz | 24 de mayo | 15:00   |
| Valois Rivarola      | 2 - 0     | Pilcomayo         | Jardines del Kelito    | 24 de mayo | 16:00   |

| Fecha 3           | Fecha 3   | Fecha 3              | Fecha 3                 | Fecha 3    | Fecha 3 |
| Local             | Resultado | Visitante            | Estadio                 | Día        | Hora    |
| ----------------- | --------- | -------------------- | ----------------------- | ---------- | ------- |
| Sport Colonial    | 0 - 3     | General Caballero ZC | Alfonso Colmán          | 27 de mayo | 10:00   |
| Capitán Figari    | 1 - 1     | Oriental             | Juan B. Ruiz Díaz       | 27 de mayo | 15:00   |
| 1.º de Marzo      | 1 - 2     | 12 de Octubre SD     | 1° de marzo             | 28 de mayo | 15:00   |
| Atlético Juventud | 0 - 4     | Valois Rivarola      | Genaro Azcurra          | 28 de mayo | 15:00   |
| Pilcomayo         | 2 - 2     | General Caballero CG | Agustín Báez            | 28 de mayo | 15:00   |
| Fulgencio Yegros  | 2 - 4     | Sport Colombia       | Parque Fulgencio Yegros | 29 de mayo | 10:00   |

| Fecha 4              | Fecha 4   | Fecha 4           | Fecha 4                 | Fecha 4    | Fecha 4 |
| Local                | Resultado | Visitante         | Estadio                 | Día        | Hora    |
| -------------------- | --------- | ----------------- | ----------------------- | ---------- | ------- |
| 12 de Octubre SD     | 7 - 0     | Oriental          | Ricardo Gregor          | 1 de junio | 14:00   |
| Valois Rivarola      | 4 - 2     | Sport Colonial    | Gregorio Sarubbi Ortiz  | 3 de junio | 15:00   |
| General Caballero ZC | 1 - 1     | 1.º de Marzo      | Hugo Bogado Vaceque     | 3 de junio | 15:00   |
| Sport Colombia       | 2 - 0     | Pilcomayo         | Alfonso Colmán          | 4 de junio | 10:00   |
| Fulgencio Yegros     | 2 - 2     | Capitán Figari    | Parque Fulgencio Yegros | 4 de junio | 10:00   |
| General Caballero CG | 0 - 0     | Atlético Juventud | 26 de febrero           | 4 de junio | 15:00   |

| Fecha 5           | Fecha 5   | Fecha 5              | Fecha 5                | Fecha 5     | Fecha 5 |
| Local             | Resultado | Visitante            | Estadio                | Día         | Hora    |
| ----------------- | --------- | -------------------- | ---------------------- | ----------- | ------- |
| Capitán Figari    | 2 - 1     | 12 de Octubre SD     | Juan B. Ruiz Díaz      | 10 de junio | 10:00   |
| Oriental          | 1 - 1     | General Caballero ZC | Gregorio Sarubbi Ortiz | 10 de junio | 15:00   |
| Pilcomayo         | 1 - 0     | Fulgencio Yegros     | Agustín Báez           | 11 de junio | 10:00   |
| 1.º de Marzo      | 2 - 0     | Valois Rivarola      | 1° de marzo            | 11 de junio | 15:00   |
| Atlético Juventud | 0 - 3     | Sport Colombia       | Genaro Azcurra         | 11 de junio | 15:00   |
| Sport Colonial    | 1 - 0     | General Caballero CG | Jardines del Kelito    | 13 de junio | 14:00   |

| Fecha 6              | Fecha 6   | Fecha 6           | Fecha 6                 | Fecha 6     | Fecha 6 |
| Local                | Resultado | Visitante         | Estadio                 | Día         | Hora    |
| -------------------- | --------- | ----------------- | ----------------------- | ----------- | ------- |
| Pilcomayo            | 1 - 0     | Capitán Figari    | Ricardo Gregor          | 16 de junio | 10:00   |
| Fulgencio Yegros     | 3 - 0     | Atlético Juventud | Parque Fulgencio Yegros | 17 de junio | 10:00   |
| General Caballero CG | 2 - 2     | 1.º de Marzo      | 26 de febrero           | 17 de junio | 15:00   |
| General Caballero ZC | 2 - 3     | 12 de Octubre SD  | Hugo Bogado Vaceque     | 17 de junio | 15:00   |
| Sport Colombia       | 5 - 3     | Sport Colonial    | Alfonso Colmán          | 17 de junio | 15:00   |
| Valois Rivarola      | 1 - 3     | Oriental          | Gregorio Sarubbi Ortiz  | 17 de junio | 15:00   |

| Fecha 7           | Fecha 7   | Fecha 7              | Fecha 7                | Fecha 7     | Fecha 7 |
| Local             | Resultado | Visitante            | Estadio                | Día         | Hora    |
| ----------------- | --------- | -------------------- | ---------------------- | ----------- | ------- |
| Capitán Figari    | 1 - 1     | General Caballero ZC | Juan B. Ruiz Díaz      | 24 de junio | 15:00   |
| Sport Colonial    | 1 - 2     | Fulgencio Yegros     | Don Celestino Mongelós | 24 de junio | 15:00   |
| 1.º de Marzo      | 2 - 2     | Sport Colombia       | 1° de marzo            | 25 de junio | 15:00   |
| Atlético Juventud | 3 - 2     | Pilcomayo            | Genaro Azcurra         | 25 de junio | 15:00   |
| 12 de Octubre SD  | 4 - 1     | Valois Rivarola      | Rafael Giménez         | 25 de junio | 15:00   |
| Oriental          | 1 - 1     | General Caballero CG | Jardines del Kelito    | 26 de junio | 10:00   |

| Fecha 8              | Fecha 8   | Fecha 8              | Fecha 8                 | Fecha 8     | Fecha 8 |
| Local                | Resultado | Visitante            | Estadio                 | Día         | Hora    |
| -------------------- | --------- | -------------------- | ----------------------- | ----------- | ------- |
| Sport Colombia       | 5 - 1     | Oriental             | Alfonso Colmán          | 30 de junio | 10:00   |
| Fulgencio Yegros     | 4 - 1     | 1.º de Marzo         | Parque Fulgencio Yegros | 1 de julio  | 10:00   |
| Pilcomayo            | 2 - 0     | Sport Colonial       | Agustín Báez            | 2 de julio  | 15:00   |
| General Caballero CG | 1 - 2     | 12 de Octubre SD     | 26 de febrero           | 2 de julio  | 15:00   |
| Atlético Juventud    | 2 - 2     | Capitán Figari       | Genaro Azcurra          | 2 de julio  | 15:00   |
| Valois Rivarola      | 1 - 2     | General Caballero ZC | Gregorio Sarubbi Ortiz  | 2 de julio  | 15:00   |

| Fecha 9              | Fecha 9   | Fecha 9              | Fecha 9                | Fecha 9    | Fecha 9 |
| Local                | Resultado | Visitante            | Estadio                | Día        | Hora    |
| -------------------- | --------- | -------------------- | ---------------------- | ---------- | ------- |
| General Caballero ZC | 1 - 2     | General Caballero CG | Hugo Bogado Vaceque    | 7 de julio | 10:00   |
| Oriental             | 2 - 1     | Fulgencio Yegros     | Gregorio Sarubbi Ortiz | 7 de julio | 15:00   |
| Capitán Figari       | 3 - 0     | Valois Rivarola      | Juan B. Ruiz Díaz      | 8 de julio | 15:00   |
| Sport Colonial       | 4 - 1     | Atlético Juventud    | Don Celestino Mongelós | 9 de julio | 15:00   |
| 1.º de Marzo         | 2 - 2     | Pilcomayo            | 1° de marzo            | 9 de julio | 15:00   |
| 12 de Octubre SD     | 1 - 1     | Sport Colombia       | Rafael Giménez         | 9 de julio | 15:00   |

| Fecha 10             | Fecha 10  | Fecha 10             | Fecha 10                | Fecha 10    | Fecha 10 |
| Local                | Resultado | Visitante            | Estadio                 | Día         | Hora     |
| -------------------- | --------- | -------------------- | ----------------------- | ----------- | -------- |
| Atlético Juventud    | 1 - 2     | 1.º de Marzo         | Hugo Bogado Vaceque     | 14 de julio | 10:00    |
| Fulgencio Yegros     | 1 - 1     | 12 de Octubre SD     | Parque Fulgencio Yegros | 15 de julio | 10:00    |
| Sport Colonial       | 0 - 3     | Capitán Figari       | Don Celestino Mongelós  | 15 de julio | 15:00    |
| Pilcomayo            | 1 - 1     | Oriental             | Agustín Báez            | 16 de julio | 10:00    |
| Sport Colombia       | 0 - 0     | General Caballero ZC | Alfonso Colmán          | 16 de julio | 15:00    |
| General Caballero CG | 0 - 2     | Valois Rivarola      | 1° de marzo             | 16 de julio | 15:00    |

| Fecha 11             | Fecha 11  | Fecha 11             | Fecha 11               | Fecha 11    | Fecha 11 |
| Local                | Resultado | Visitante            | Estadio                | Día         | Hora     |
| -------------------- | --------- | -------------------- | ---------------------- | ----------- | -------- |
| 12 de Octubre SD     | 1 - 1     | Pilcomayo            | Rafael Giménez         | 22 de julio | 15:00    |
| Oriental             | 1 - 1     | Atlético Juventud    | Gregorio Sarubbi Ortiz | 22 de julio | 15:00    |
| Valois Rivarola      | 4 - 2     | Sport Colombia       | Gregorio Sarubbi Ortiz | 23 de julio | 15:00    |
| 1.º de Marzo         | 0 - 0     | Sport Colonial       | 1° de marzo            | 23 de julio | 15:00    |
| General Caballero ZC | 2 - 1     | Fulgencio Yegros     | Hugo Bogado Vaceque    | 23 de julio | 15:00    |
| Capitán Figari       | 3 - 1     | General Caballero CG | Emiliano Ghezzi        | 24 de julio | 10:00    |

### Segunda vuelta
| Fecha 12             | Fecha 12  | Fecha 12          | Fecha 12               | Fecha 12    | Fecha 12 |
| Local                | Resultado | Visitante         | Estadio                | Día         | Hora     |
| -------------------- | --------- | ----------------- | ---------------------- | ----------- | -------- |
| 12 de Octubre SD     | 2 - 1     | Atlético Juventud | Ricardo Gregor         | 4 de agosto | 10:00    |
| Oriental             | 0 - 0     | Sport Colonial    | Gregorio Sarubbi Ortiz | 5 de agosto | 15:00    |
| Valois Rivarola      | 0 - 2     | Fulgencio Yegros  | Gregorio Sarubbi Ortiz | 6 de agosto | 15:00    |
| 1.º de Marzo         | 1 - 3     | Capitán Figari    | 1° de marzo            | 6 de agosto | 15:00    |
| General Caballero ZC | 2 - 0     | Pilcomayo         | Hugo Bogado Vaceque    | 6 de agosto | 15:00    |
| General Caballero CG | 1 - 1     | Sport Colombia    | 26 de febrero          | 6 de agosto | 15:00    |

| Fecha 13          | Fecha 13  | Fecha 13             | Fecha 13                | Fecha 13     | Fecha 13 |
| Local             | Resultado | Visitante            | Estadio                 | Día          | Hora     |
| ----------------- | --------- | -------------------- | ----------------------- | ------------ | -------- |
| Capitán Figari    | 1 - 2     | Sport Colombia       | Juan B. Ruiz Díaz       | 12 de agosto | 10:00    |
| Fulgencio Yegros  | 3 - 2     | General Caballero CG | Parque Fulgencio Yegros | 12 de agosto | 10:00    |
| Pilcomayo         | 1 - 0     | Valois Rivarola      | Agustín Báez            | 12 de agosto | 15:00    |
| Atlético Juventud | 0 - 0     | General Caballero ZC | Genaro Azcurra          | 12 de agosto | 15:00    |
| Sport Colonial    | 4 - 5     | 12 de Octubre SD     | Don Celestino Mongelós  | 12 de agosto | 15:00    |
| 1.º de Marzo      | 1 - 5     | Oriental             | Hugo Bogado Vaceque     | 14 de agosto | 10:00    |

| Fecha 14             | Fecha 14  | Fecha 14          | Fecha 14            | Fecha 14     | Fecha 14 |
| Local                | Resultado | Visitante         | Estadio             | Día          | Hora     |
| -------------------- | --------- | ----------------- | ------------------- | ------------ | -------- |
| Sport Colombia       | 1 - 0     | Fulgencio Yegros  | Alfonso Colmán      | 18 de agosto | 10:00    |
| 12 de Octubre SD     | 3 - 1     | 1.º de Marzo      | Ricardo Gregor      | 19 de agosto | 15:00    |
| Valois Rivarola      | 1 - 1     | Atlético Juventud | Salustiano Zaracho  | 20 de agosto | 9:00     |
| Oriental             | 0 - 0     | Capitán Figari    | 1° de marzo         | 20 de agosto | 15:00    |
| General Caballero ZC | 1 - 1     | Sport Colonial    | Hugo Bogado Vaceque | 20 de agosto | 15:00    |
| General Caballero CG | 2 - 0     | Pilcomayo         | 26 de febrero       | 20 de agosto | 15:00    |

| Fecha 15          | Fecha 15  | Fecha 15             | Fecha 15               | Fecha 15     | Fecha 15 |
| Local             | Resultado | Visitante            | Estadio                | Día          | Hora     |
| ----------------- | --------- | -------------------- | ---------------------- | ------------ | -------- |
| Sport Colonial    | 1 - 0     | Valois Rivarola      | Don Celestino Mongelós | 26 de agosto | 10:00    |
| Oriental          | 3 - 1     | 12 de Octubre SD     | Hugo Bogado Vaceque    | 26 de agosto | 15:00    |
| Capitán Figari    | 1 - 2     | Fulgencio Yegros     | Juan B. Ruiz Díaz      | 27 de agosto | 10:00    |
| Pilcomayo         | 1 - 1     | Sport Colombia       | Agustín Báez           | 27 de agosto | 15:00    |
| 1.º de Marzo      | 2 - 3     | General Caballero ZC | 1° de marzo            | 27 de agosto | 15:00    |
| Atlético Juventud | 0 - 1     | General Caballero CG | La Arboleda            | 28 de agosto | 10:00    |

| Fecha 16             | Fecha 16  | Fecha 16          | Fecha 16               | Fecha 16        | Fecha 16 |
| Local                | Resultado | Visitante         | Estadio                | Día             | Hora     |
| -------------------- | --------- | ----------------- | ---------------------- | --------------- | -------- |
| Valois Rivarola      | 1 - 1     | 1.º de Marzo      | Jardines del Kelito    | 1 de septiembre | 10:00    |
| Sport Colombia       | 1 - 1     | Atlético Juventud | Alfonso Colmán         | 2 de septiembre | 10:00    |
| Fulgencio Yegros     | 0 - 0     | Pilcomayo         | Pablo Patricio Bogarín | 2 de septiembre | 15:00    |
| 12 de Octubre SD     | 5 - 0     | Capitán Figari    | Rafael Giménez         | 3 de septiembre | 15:00    |
| General Caballero CG | 2 - 3     | Sport Colonial    | 26 de febrero          | 3 de septiembre | 15:00    |
| General Caballero ZC | 3 - 1     | Oriental          | Hugo Bogado Vaceque    | 3 de septiembre | 15:00    |

| Fecha 17          | Fecha 17  | Fecha 17             | Fecha 17               | Fecha 17         | Fecha 17 |
| Local             | Resultado | Visitante            | Estadio                | Día              | Hora     |
| ----------------- | --------- | -------------------- | ---------------------- | ---------------- | -------- |
| Sport Colonial    | 1 - 5     | Sport Colombia       | Don Celestino Mongelós | 9 de septiembre  | 10:00    |
| Oriental          | 0 - 0     | Valois Rivarola      | 26 de febrero          | 9 de septiembre  | 15:00    |
| Atlético Juventud | 2 - 0     | Fulgencio Yegros     | Genaro Azcurra         | 10 de septiembre | 15:00    |
| 1.º de Marzo      | 3 - 1     | General Caballero CG | 1° de marzo            | 10 de septiembre | 15:00    |
| 12 de Octubre SD  | 0 - 1     | General Caballero ZC | Rafael Giménez         | 10 de septiembre | 15:00    |
| Capitán Figari    | 3 - 1     | Pilcomayo            | Juan B. Ruiz Díaz      | 11 de septiembre | 10:00    |

| Fecha 18             | Fecha 18  | Fecha 18          | Fecha 18               | Fecha 18         | Fecha 18 |
| Local                | Resultado | Visitante         | Estadio                | Día              | Hora     |
| -------------------- | --------- | ----------------- | ---------------------- | ---------------- | -------- |
| Fulgencio Yegros     | 1 - 2     | Sport Colonial    | Jardines del Kelito    | 15 de septiembre | 10:00    |
| General Caballero CG | 0 - 1     | Oriental          | 26 de febrero          | 16 de septiembre | 10:00    |
| Sport Colombia       | 6 - 0     | 1.º de Marzo      | Alfonso Colmán         | 17 de septiembre | 10:00    |
| General Caballero ZC | 2 - 0     | Capitán Figari    | Hugo Bogado Vaceque    | 17 de septiembre | 15:00    |
| Valois Rivarola      | 2 - 3     | 12 de Octubre SD  | Gregorio Sarubbi Ortiz | 17 de septiembre | 15:00    |
| Pilcomayo            | 0 - 0     | Atlético Juventud | Agustín Báez           | 17 de septiembre | 15:00    |

| Fecha 19             | Fecha 19  | Fecha 19             | Fecha 19               | Fecha 19         | Fecha 19 |
| Local                | Resultado | Visitante            | Estadio                | Día              | Hora     |
| -------------------- | --------- | -------------------- | ---------------------- | ---------------- | -------- |
| 12 de Octubre SD     | 1 - 1     | General Caballero CG | La Arboleda            | 22 de septiembre | 10:00    |
| Sport Colonial       | 1 - 0     | Pilcomayo            | Don Celestino Mongelós | 23 de septiembre | 9:00     |
| Capitán Figari       | 0 - 4     | Atlético Juventud    | Juan B. Ruiz Díaz      | 24 de septiembre | 8:00     |
| 1.º de Marzo         | 1 - 2     | Fulgencio Yegros     | 1° de marzo            | 24 de septiembre | 8:00     |
| General Caballero ZC | 0 - 0     | Valois Rivarola      | Hugo Bogado Vaceque    | 24 de septiembre | 8:00     |
| Oriental             | 1 - 4     | Sport Colombia       | Jardines del Kelito    | 25 de septiembre | 8:00     |

| Fecha 20             | Fecha 20  | Fecha 20             | Fecha 20                | Fecha 20     | Fecha 20 |
| Local                | Resultado | Visitante            | Estadio                 | Día          | Hora     |
| -------------------- | --------- | -------------------- | ----------------------- | ------------ | -------- |
| Fulgencio Yegros     | 6 - 0     | Oriental             | Parque Fulgencio Yegros | 1 de octubre | 8:00     |
| Pilcomayo            | 2 - 0     | 1.º de Marzo         | Agustín Báez            | 1 de octubre | 8:00     |
| Valois Rivarola      | 0 - 1     | Capitán Figari       | Gregorio Sarubbi Ortiz  | 2 de octubre | 8:00     |
| General Caballero CG | 2 - 2     | General Caballero ZC | Ricardo Gregor          | 2 de octubre | 8:00     |
| Sport Colombia       | 2 - 2     | 12 de Octubre SD     | Alfonso Colmán          | 2 de octubre | 8:00     |
| Atlético Juventud    | 2 - 0     | Sport Colonial       | Genaro Azcurra          | 2 de octubre | 8:00     |

| Fecha 21             | Fecha 21  | Fecha 21             | Fecha 21               | Fecha 21     | Fecha 21 |
| Local                | Resultado | Visitante            | Estadio                | Día          | Hora     |
| -------------------- | --------- | -------------------- | ---------------------- | ------------ | -------- |
| Capitán Figari       | 1 - 1     | Sport Colonial       | Juan B. Ruiz Díaz      | 6 de octubre | 9:00     |
| Oriental             | 1 - 1     | Pilcomayo            | 26 de febrero          | 6 de octubre | 9:00     |
| 12 de Octubre SD     | 1 - 0     | Fulgencio Yegros     | Rafael Giménez         | 6 de octubre | 9:00     |
| General Caballero ZC | 0 - 0     | Sport Colombia       | Hugo Bogado Vaceque    | 6 de octubre | 9:00     |
| Valois Rivarola      | 0 - 0     | General Caballero CG | Gregorio Sarubbi Ortiz | 6 de octubre | 9:00     |
| 1.º de Marzo         | 1 - 1     | Atlético Juventud    | 1° de marzo            | 8 de octubre | 9:00     |

| Fecha 22             | Fecha 22  | Fecha 22             | Fecha 22                | Fecha 22      | Fecha 22 |
| Local                | Resultado | Visitante            | Estadio                 | Día           | Hora     |
| -------------------- | --------- | -------------------- | ----------------------- | ------------- | -------- |
| Atlético Juventud    | 3 - 0     | Oriental             | Genaro Azcurra          | 14 de octubre | 9:00     |
| Fulgencio Yegros     | 1 - 1     | General Caballero ZC | Parque Fulgencio Yegros | 14 de octubre | 9:00     |
| Sport Colonial       | 3 - 0     | 1.º de Marzo         | Don Celestino Mongelós  | 14 de octubre | 9:00     |
| General Caballero CG | 1 - 2     | Capitán Figari       | 26 de febrero           | 15 de octubre | 9:00     |
| Sport Colombia       | 1 - 1     | Valois Rivarola      | Alfonso Colmán          | 15 de octubre | 9:00     |
| Pilcomayo            | 0 - 3     | 12 de Octubre SD (C) | Ricardo Gregor          | 15 de octubre | 9:00     |

### Resultados
| Local \ Visitante    | PIL | 12O | CGC | CAJ | 1MA | CSC | ORI | SVR | FIG | FUL | SCO | GCC |
| -------------------- | --- | --- | --- | --- | --- | --- | --- | --- | --- | --- | --- | --- |
| Pilcomayo            |     | 0–3 | 0–1 | 0–0 | 2–0 | 1–1 | 1–1 | 1–0 | 1–0 | 1–0 | 2–0 | 2–2 |
| 12 de Octubre SD     | 1–1 |     | 0–1 | 2–1 | 3–1 | 1–1 | 7–0 | 4–1 | 5–0 | 1–0 | 4–0 | 1–1 |
| General Caballero ZC | 2–0 | 2–3 |     | 3–1 | 1–1 | 0–0 | 3–1 | 0–0 | 2–0 | 2–1 | 1–1 | 1–2 |
| Atlético Juventud    | 3–2 | 1–3 | 0–0 |     | 1–2 | 0–3 | 3–0 | 0–4 | 2–2 | 2–0 | 2–0 | 0–1 |
| 1.º de Marzo         | 2–2 | 1–2 | 2–3 | 1–1 |     | 2–2 | 1–5 | 2–0 | 1–3 | 1–2 | 0–0 | 3–1 |
| Sport Colombia       | 2–0 | 2–2 | 0–0 | 1–1 | 6–0 |     | 5–1 | 1–1 | 2–0 | 1–0 | 5–3 | 2–1 |
| Oriental             | 1–1 | 3–1 | 1–1 | 1–1 | 2–0 | 1–4 |     | 0–0 | 0–0 | 2–1 | 0–0 | 1–1 |
| Valois Rivarola      | 2–0 | 2–3 | 1–2 | 1–1 | 1–1 | 4–2 | 1–3 |     | 0–1 | 0–2 | 4–2 | 0–0 |
| Capitán Figari       | 3–1 | 2–1 | 1–1 | 0–4 | 1–1 | 1–2 | 1–1 | 3–0 |     | 1–2 | 1–1 | 3–1 |
| Fulgencio Yegros     | 0–0 | 1–1 | 1–1 | 3–0 | 4–1 | 2–4 | 6–0 | 1–1 | 2–2 |     | 1–2 | 3–2 |
| Sport Colonial       | 1–0 | 4–5 | 0–3 | 4–1 | 3–0 | 1–5 | 2–3 | 1–0 | 0–3 | 1–2 |     | 1–0 |
| General Caballero CG | 2–0 | 1–2 | 2–2 | 0–0 | 2–2 | 1–1 | 0–1 | 0–2 | 1–2 | 0–1 | 2–3 |     |

## Puntaje promedio
El promedio de puntos de un club es el cociente que se obtiene de la división de su puntaje acumulado en las últimas tres temporadas en la división, por la cantidad de partidos que haya jugado durante dicho período. Este determina, al final de cada temporada, al equipo que será desprogramado por un año.
| Pos. | Equipo               | Prom. | Pts. | PJ | '21 | '22 | '23 |
| ---- | -------------------- | ----- | ---- | -- | --- | --- | --- |
| 1º   | Sport Colombia       | 1.897 | 129  | 68 | 38  | 46  | 45  |
| 2º   | General Caballero ZC | 1.818 | 40   | 22 | -   | -   | 40  |
| 3º   | 12 de Octubre SD     | 1.591 | 70   | 44 | -   | 23  | 47  |
| 4º   | Fulgencio Yegros     | 1.455 | 32   | 22 | -   | -   | 32  |
| 5º   | Pilcomayo            | 1.432 | 63   | 44 | -   | 40  | 23  |
| 6º   | Capitán Figari       | 1.409 | 31   | 22 | -   | -   | 31  |
| 7º   | Oriental             | 1.382 | 94   | 68 | 36  | 28  | 30  |
| 8º   | 1° de marzo          | 1.265 | 86   | 68 | 36  | 33  | 17  |
| 9º   | Atlético Juventud    | 1.088 | 74   | 68 | 34  | 17  | 23  |
| 10º  | Sport Colonial       | 1.044 | 71   | 68 | 20  | 26  | 25  |
| 11º  | Valois Rivarola      | 0.985 | 67   | 68 | 28  | 17  | 22  |
| 12º  | General Caballero CG | 0.941 | 64   | 68 | 25  | 22  | 17  |

     En zona de desprogramación por un año.

## Goleadores
| Pos. | Jugador           | Club                 | Goles |
| ---- | ----------------- | -------------------- | ----- |
| 1    | Nelson Quintana   | 12 de Octubre SD     | 15    |
| 2    | Alexis Núñez      | Sport Colombia       | 11    |
| 3    | William Franco    | Capitán Figari       | 9     |
| 4    | Iván Cañete       | Oriental             | 9     |
| 5    | Ricardo Colmán    | Sport Colombia       | 9     |
| 6    | Víctor Ortellado  | Sport Colonial       | 9     |
| 7    | Ángel Riquelme    | Pilcomayo            | 8     |
| 8    | Marcos Rojas      | General Caballero ZC | 8     |
| 9    | José Galeano      | Valois Rivarola      | 7     |
| 10   | Emilio Ávalos     | Fulgencio Yegros     | 7     |
| 11   | Fabio Corvalán    | 12 de Octubre SD     | 6     |
| 12   | Augusto Ruiz Díaz | Sport Colombia       | 6     |